# (7175) Janegoodall
(7175) Janegoodall est un astéroïde de la ceinture principale.

## Description
(7175) Janegoodall est un astéroïde de la ceinture principale. Il fut découvert le 11 octobre 1988 à l'Observatoire Kleť par Zdeňka Vávrová. Il présente une orbite caractérisée par un demi-grand axe de 2,54 UA, une excentricité de 0,17 et une inclinaison de 16,0° par rapport à l'écliptique.